# Shitalanatha

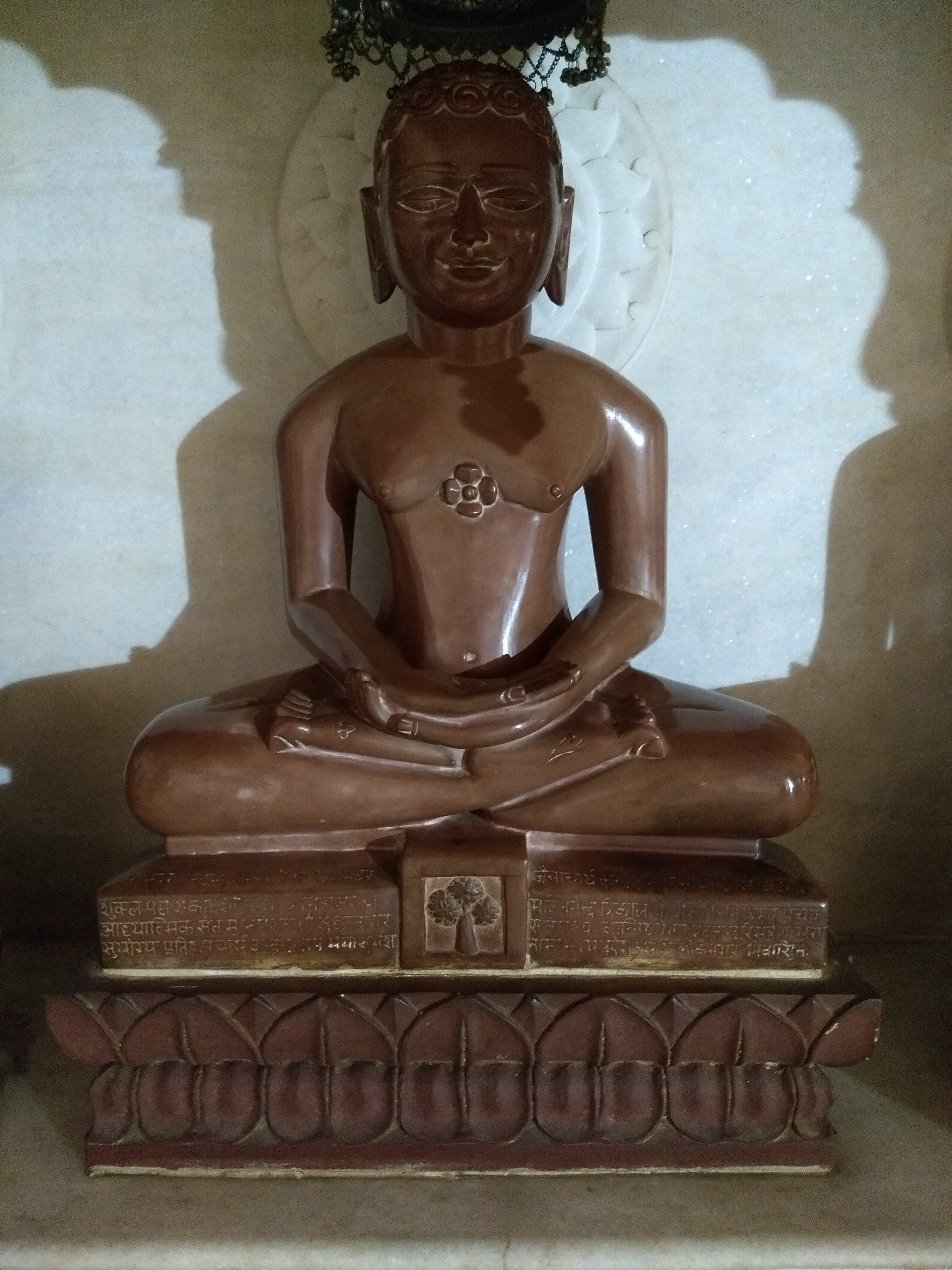
Estatua de Shitalanatha en Anwa, Rajastán.

Shitalanatha fue el décimo tirthankara de la era actual según el jainismo. Según las creencias jainistas, se convirtió en un siddha, un alma liberada que ha destruido todo su karma. Los jainistas creen que Shitalanatha nació del rey Dradhrath y la reina Nanda en Bhaddilpur en la dinastía Ikshvaku. Su fecha de nacimiento fue el duodécimo día del mes Magha Krishna del calendario nacional indio.